# Atomizer
Atomizer es el primer álbum de estudio de la banda estadounidense de post-hardcore, noise rock y punk rock Big Black. Fue lanzado el 1 de enero de 1986. Este LP venía acompañado de un cuadernillo que explicaba la historia detrás de algunas canciones. Atomizer alcanzó el #197 en el Billboard Hot 200.
Fue relanzado en CD, junto con el EP Headache y el sencillo Heartbeat, bajo el nombre de The Rich Man's Eight Track Tape. Esta compilación omitía el instrumental "Strange Things" de Atomizer, así como el cuadernillo y la carátula original. Esto calza con el disgusto general de Albini hacia el formato CD.
Atomizer está incluido en el libro 1001 Albums You Must Hear Before You Die.

## Lista de canciones
Todas las canciones escritas y compuestas por Big Black. 
| Atomizer |                      |          |  |
| N.º      | Título               | Duración |  |
| 1.       | «Jordan, Minnesota»  | 03:20    |  |
| 2.       | «Passing Complexion» | 03:05    |  |
| 3.       | «Big Money»          | 02:30    |  |
| 4.       | «Kerosene»           | 06:05    |  |
| 5.       | «Bad Houses»         | 03:10    |  |
| 6.       | «Fists of Love»      | 04:21    |  |
| 7.       | «Stinking Drunk»     | 03:27    |  |
| 8.       | «Bazooka Joe»        | 04:23    |  |
| 9.       | «Strange Things»     | 03:54    |  |
| 10.      | «Cables (Live)»      | 03:09    |  |
| 37:24    |                      |          |  |

## Personal
- Steve Albini - vocal, guitarra, programación de Roland
- Santiago Durango - guitarra, vocal de apoyo
- Dave Riley - bajo, vocal de apoyo
- Roland - batería, caja de ritmos

### Personal adicional
- Iain Burgess - ingeniero de sonido